# Portugal aux Jeux olympiques d'été de 2020
Le Portugal participe aux Jeux olympiques de 2020 à Tokyo au Japon. Il s'agit de sa 25e participation à des Jeux d'été.

## Médaillés
| Sport      | Discipline           | Athlète(s)     | Performance | Date   |
| ---------- | -------------------- | -------------- | ----------- | ------ |
| Athlétisme | Triple saut masculin | Pedro Pichardo | 17,98 NR    | 5 août |

| Sport      | Discipline          | Athlète(s)      | Performance | Date     |
| ---------- | ------------------- | --------------- | ----------- | -------- |
| Athlétisme | Triple saut féminin | Patrícia Mamona | 15,01 NR    | 1er août |

| Sport       | Discipline             | Athlète(s)       | Performance                        | Date       |
| ----------- | ---------------------- | ---------------- | ---------------------------------- | ---------- |
| Judo        | Moins de 100 kg hommes | Jorge Fonseca    | Shady El Nahas (en) Victoire 01-00 | 29 juillet |
| Canoë-kayak | K-1 1 000 m hommes     | Fernando Pimenta | 3 min 22 s 478                     | 3 août     |

## Athlètes engagés
| Sport           | Hommes | Femmes | Total |
| --------------- | ------ | ------ | ----- |
| Athlétisme      | 7      | 13     | 20    |
| Aviron          | 2      | 0      | 2     |
| Canoë-kayak     | 6      | 2      | 8     |
| Cyclisme        | 2      | 2      | 4     |
| Équitation      | 2      | 2      | 4     |
| Gymnastique     | 1      | 1      | 2     |
| Handball        | 14     | 0      | 14    |
| Judo            | 2      | 6      | 8     |
| Natation        | 5      | 4      | 9     |
| Skateboard      | 1      | 0      | 1     |
| Surf            | 1      | 2      | 3     |
| Taekwondo       | 1      | 0      | 1     |
| Tennis          | 2      | 0      | 2     |
| Tennis de table | 3      | 2      | 5     |
| Tir             | 1      | 0      | 1     |
| Triathlon       | 2      | 1      | 3     |
| Voile           | 4      | 1      | 5     |
| Total           | 56     | 36     | 92    |

## Résultats

### Athlétisme
| Athlète               | Épreuve              | 1er tour      | 1er tour     | Demi-finale | Demi-finale | Finale          | Finale   |
| Athlète               | Épreuve              | Temps         | Rang         | Temps       | Rang        | Temps           | Rang     |
| --------------------- | -------------------- | ------------- | ------------ | ----------- | ----------- | --------------- | -------- |
| Carlos Nascimento     | 100 m masculin       | 10 s 37       | 7e           | Éliminé     | Éliminé     | Éliminé         | Éliminé  |
| Ricardo dos Santos    | 400 m masculin       | 46 s 83       | 7e           | Éliminé     | Éliminé     | Éliminé         | Éliminé  |
| João Vieira           | 50 km marche         | Non disputé   | Non disputé  | Non disputé | Non disputé | 3 h 51 min 28 s | 5e       |
| Lorène Bazolo         | 100 m féminin        | 11 s 34       | 4e           | Éliminée    | Éliminée    | Éliminée        | Éliminée |
| Lorène Bazolo         | 200 m féminin        | 23 s 21       | 2e           | 23 s 20     | 7e          | Éliminée        | Éliminée |
| Cátia Azevedo         | 400 m féminin        | 51 s 26       | 3e           | 51 s 32     | 7e          | Éliminée        | Éliminée |
| Salomé Afonso (en)    | 1 500 m féminin      | 4 min 10 s 80 | 13e          | Éliminée    | Éliminée    | Éliminée        | Éliminée |
| Marta Pen             | 4 min 7 s 33         | 10e           | 4 min 4 s 15 | 10e         | Éliminée    | Éliminée        |          |
| Sara Moreira          | Marathon féminin     | Non disputé   | Non disputé  | Non disputé | Non disputé | Abandon         | Abandon  |
| Catarina Ribeiro (en) | Marathon féminin     | Non disputé   | Non disputé  | Non disputé | Non disputé | 2 h 55 min 1 s  | 70e      |
| Carla Salomé Rocha    | Marathon féminin     | Non disputé   | Non disputé  | Non disputé | Non disputé | 2 h 34 min 52 s | 30e      |
| Ana Cabecinha         | 20 km marche féminin | Non disputé   | Non disputé  | Non disputé | Non disputé | 1 h 34 min 8 s  | 20e      |

| Athlète         | Épreuve                  | Qualification | Qualification | Finale      | Finale                             |
| Athlète         | Épreuve                  | Performance   | Rang          | Performance | Rang                               |
| --------------- | ------------------------ | ------------- | ------------- | ----------- | ---------------------------------- |
| Nelson Évora    | Triple saut masculin     | 15,39 m       | 37e           | Éliminé     | Éliminé                            |
| Tiago Pereira   | Triple saut masculin     | 16.71m        | 16e           | Éliminé     | Éliminé                            |
| Pedro Pichardo  | Triple saut masculin     | 17,71 m       | 1er           | 17,98 m NR  | Médaille d'or, Jeux olympiques     |
| Francisco Belo  | Lancer du poids masculin | 20,58 m       | 16e           | Éliminé     | Éliminé                            |
| Patrícia Mamona | Triple saut féminin      | 14,54 m       | 4e            | 15,01 m     | Médaille d'argent, Jeux olympiques |
| Evelise Veiga   | Triple saut féminin      | 13,93 m       | 19e           | Éliminé     | Éliminé                            |
| Auriol Dongmo   | Lancer du poids féminin  | 18,80 m       | 4e            | 19,57 m     | 4e                                 |
| Liliana Cá      | Lancer du disque féminin | 62,85 m       | 8e            | 69,93 m     | 5e                                 |
| Irina Rodrigues | Lancer du disque féminin | 57,03 m       | 25e           | Éliminé     | Éliminé                            |

### Aviron
| Athlète                       | Compétition                 | Série         | Série | Repêchages    | Repêchages | Demi-finale | Demi-finale | Finale                 | Finale |
| Athlète                       | Compétition                 | Temps         | Rang  | Temps         | Rang       | Temps       | Rang        | Temps                  | Rang   |
| ----------------------------- | --------------------------- | ------------- | ----- | ------------- | ---------- | ----------- | ----------- | ---------------------- | ------ |
| Afonso Costa (en) Pedro Fraga | Deux de couple poids légers | 6 min 44 s 09 | 3e    | 6 min 39 s 95 | 4e         | Non disputé | Non disputé | Finale C 6 min 24 s 44 | 13e    |

### Canoë-kayak
| Athlète                                                                 | Compétition       | Série          | Série | Quarts de finale | Quarts de finale | Demi-finale    | Demi-finale | Finale Finale B Finale C | Finale Finale B Finale C            |
| Athlète                                                                 | Compétition       | Temps          | Rang  | Temps            | Rang             | Temps          | Rang        | Temps                    | Rang                                |
| ----------------------------------------------------------------------- | ----------------- | -------------- | ----- | ---------------- | ---------------- | -------------- | ----------- | ------------------------ | ----------------------------------- |
| Fernando Pimenta                                                        | K1 1 000 m hommes | 3 min 40 s 323 | 1er   | Non disputé      | Non disputé      | 3 min 22 s 942 | 1er         | 3 min 22 s 478           | Médaille de bronze, Jeux olympiques |
| Messias Baptista (en) João Ribeiro (en) Emanuel Silva David Varela (en) | K4 500 m hommes   | 1 min 25 s 515 | 5e    | 1 min 24 s 325   | 4e               | 1 min 25 s 268 | 4e          | 1 min 25 s 324           | 8e                                  |
| Teresa Portela                                                          | K1 200 m femmes   | 42 s 050       | 2e    | Non disputé      | Non disputé      | 39 s 301       | 6e          | Finale B 39 s 562        | 10e                                 |
| Teresa Portela                                                          | K1 500 m femmes   | 1 min 48 s 727 | 2e    | Non disputé      | Non disputé      | 1 min 52 s 557 | 2e          | 1 min 55 s 814           | 7e                                  |
| Joana Vasconcelos (en)                                                  | K1 200 m femmes   | 43 s 059       | 5e    | 43 s 379         | 4e               | Éliminée       | Éliminée    | Éliminée                 | Éliminée                            |
| Joana Vasconcelos (en)                                                  | K1 500 m femmes   | 1 min 57 s 513 | 5e    | 1 min 56 s 622   | 6e               | Éliminée       | Éliminée    | Éliminée                 | Éliminée                            |

| Athlète             | Compétition | Série   | Série | Série   | Série | Série    | Série | Demi-finale | Demi-finale | Finale  | Finale  |
| Athlète             | Compétition | Run 1   | Rang  | Run 2   | Rang  | Meilleur | Rang  | Temps       | Rang        | Temps   | Rang    |
| ------------------- | ----------- | ------- | ----- | ------- | ----- | -------- | ----- | ----------- | ----------- | ------- | ------- |
| Antoine Launay (en) | K1 masculin | 95 s 68 | 10e   | 93 s 50 | 11e   | 93 s 50  | 12e   | 98 s 88     | 11e         | Éliminé | Éliminé |

### Cyclisme

#### Sur piste
| Athlète       | Compétition | Scratch | Scratch | Course tempo | Course tempo | Élimination | Élimination | Course aux points | Course aux points | Total | Rang |
| Athlète       | Compétition | Rang    | Points  | Rang         | Points       | Rang        | Points      | Rang              | Points            | Total | Rang |
| ------------- | ----------- | ------- | ------- | ------------ | ------------ | ----------- | ----------- | ----------------- | ----------------- | ----- | ---- |
| Maria Martins | Femmes      | 6e      | 30      | 8e           | 26           | 5e          | 32          | 5e                | 7                 | 95    | 7e   |

#### Sur route
| Athlète         | Compétition | Temps          | Rang |
| --------------- | ----------- | -------------- | ---- |
| João Almeida    | Hommes      | 58 min 33 s 97 | 16e  |
| Nélson Oliveira | Hommes      | 58 min 59 s 22 | 21e  |

| Athlète         | Compétition     | Temps         | Rang |
| --------------- | --------------- | ------------- | ---- |
| João Almeida    | Hommes          | 6 h 9 min 4 s | 13e  |
| Nélson Oliveira | 6 h 15 min 38 s | 41e           |      |

#### VTT
| Athlète             | Compétition | Temps           | Rang |
| ------------------- | ----------- | --------------- | ---- |
| Raquel Queirós (en) | Femmes      | 1 h 27 min 46 s | 27e  |

### Équitation
| Athlète                                       | Cheval         | Compétition | Grand Prix | Grand Prix | Grand prix spécial | Grand prix spécial | Grand prix libre | Grand prix libre | Total    | Total    |
| Athlète                                       | Cheval         | Compétition | Score      | Rang       | Score              | Rang               | Technique        | Artistique       | Score    | Rang     |
| --------------------------------------------- | -------------- | ----------- | ---------- | ---------- | ------------------ | ------------------ | ---------------- | ---------------- | -------- | -------- |
| Maria Caetano (en)                            | Fenix de Tineo | Individuel  | 70,311     | 27e        | Non disputé        | Non disputé        | Éliminée         | Éliminée         | Éliminée | Éliminée |
| João Torrão (en)                              | Equador        | Individuel  | 70,186     | 29e        | Non disputé        | Non disputé        | Éliminé          | Éliminé          | Éliminé  | Éliminé  |
| Rodrigo Torres (en)                           | Fogoso         | Individuel  | 72,624     | 17e        | Non disputé        | Non disputé        | 74,143           | 83,743           | 78,943   | 16e      |
| Maria Caetano (pt) João Torrão Rodrigo Torres | voir ci-dessus | Par équipes | 6 862,5    | 7e         | 6 965,5            | 8e                 | Non disputé      | Non disputé      | 6 965,5  | 8e       |

| Athlète       | Cheval            | Compétition | Qualification | Qualification | Qualification | Qualification | Qualification | Finale    | Finale    | Finale    | Finale | Finale |
| Athlète       | Cheval            | Compétition | Pénalités     | Pénalités     | Pénalités     | Temps         | Rang          | Pénalités | Pénalités | Pénalités | Temps  | Rang   |
| Athlète       | Cheval            | Compétition | Saut          | Temps         | Total         | Temps         | Rang          | Saut      | Temps     | Total     | Temps  | Rang   |
| ------------- | ----------------- | ----------- | ------------- | ------------- | ------------- | ------------- | ------------- | --------- | --------- | --------- | ------ | ------ |
| Luciana Diniz | Vertigo du Desert | Individuel  | 0,00          | 0,00          | 0,00          | 85,62         | =1re          | 4,00      | 0,00      | 4,00      | 84,69  | 10e    |

### Gymnastique

#### Artistique
| Athlète            | Compétition      | Qualifications | Qualifications      | Qualifications | Qualifications | Qualifications | Qualifications | Finale   | Finale              | Finale   | Finale   | Finale   | Finale   |
| Athlète            | Compétition      | Appareil       | Appareil            | Appareil       | Appareil       | Total          | Rang           | Appareil | Appareil            | Appareil | Appareil | Total    | Rang     |
| Athlète            | Compétition      | Saut           | Barres asymétriques | Poutre         | Sol            | Total          | Rang           | Saut     | Barres asymétriques | Poutre   | Sol      | Total    | Rang     |
| ------------------ | ---------------- | -------------- | ------------------- | -------------- | -------------- | -------------- | -------------- | -------- | ------------------- | -------- | -------- | -------- | -------- |
| Ana Filipa Martins | Concours général | 13,466         | 14,300              | 11,866         | 12,666         | 52,298         | 43e            | Éliminée | Éliminée            | Éliminée | Éliminée | Éliminée | Éliminée |

#### Trampoline
| Athlète          | Compétition     | Qualifications | Qualifications | Finale   | Finale   |
| Athlète          | Compétition     | Score          | Rang           | Score    | Rang     |
| ---------------- | --------------- | -------------- | -------------- | -------- | -------- |
| Diogo Abreu (pt) | Concours hommes | 93,420         | 11e            | Éliminée | Éliminée |

### Handball
| Compétition      | Phase de groupe      | Phase de groupe        | Phase de groupe     | Phase de groupe        | Phase de groupe     | Phase de groupe | Quart de finale  | Demi-finale      | Finale / 3e place | Finale / 3e place |
| Compétition      | Adversaire Score     | Adversaire Score       | Adversaire Score    | Adversaire Score       | Adversaire Score    | Rang            | Adversaire Score | Adversaire Score | Adversaire Score  | Rang              |
| ---------------- | -------------------- | ---------------------- | ------------------- | ---------------------- | ------------------- | --------------- | ---------------- | ---------------- | ----------------- | ----------------- |
| Tournoi masculin | Égypte Défaite 31-37 | Bahreïn Victoire 26-25 | Suède Défaite 28-29 | Danemark Défaite 28-34 | Japon Défaite 30-31 | 5e              | Éliminés         | Éliminés         | Éliminés          | Éliminés          |

### Judo
| Athlète            | Compétition            | 1er tour                     | 2e tour                  | Quart de finale        | Demi-finale         | Repêchage             | Finale / MB                  | Rang                                |
| Athlète            | Compétition            | Adversaire Résultat          | Adversaire Résultat      | Adversaire Résultat    | Adversaire Résultat | Adversaire Résultat   | Adversaire Résultat          | Rang                                |
| ------------------ | ---------------------- | ---------------------------- | ------------------------ | ---------------------- | ------------------- | --------------------- | ---------------------------- | ----------------------------------- |
| Anri Egutidze (en) | Moins de 81 kg hommes  | Borchashvili Défaite 00-10   | Éliminé                  | Éliminé                | Éliminé             | Éliminé               | Éliminé                      | Éliminé                             |
| Jorge Fonseca      | Moins de 100 kg hommes | Exempté                      | Nikiforov Victoire 10-00 | Ilyasov Victoire 01-00 | Cho Défaite 00-01   | -                     | El Nahas (en) Victoire 01-00 | Médaille de bronze, Jeux olympiques |
| Catarina Costa     | Moins de 48 kg femmes  | Gurbanli (en) Victoire 10-00 | Li (en) Victoire 10-00   | Bilodid Défaite 00-10  | Non qualifiée       | Pareto Victoire 10-00 | Munkhbat Défaite 00-10       | 5e                                  |
| Joana Ramos        | Moins de 52 kg femmes  | Delgado Défaite 00-10        | Éliminée                 | Éliminée               | Éliminée            | Éliminée              | Éliminée                     | Éliminée                            |
| Telma Monteiro     | Moins de 57 kg femmes  | Dabonné Victoire 10-00       | Kowalczyk Défaite 00-10  | Éliminée               | Éliminée            | Éliminée              | Éliminée                     | Éliminée                            |
| Bárbara Timo       | Moins de 70 kg femmes  | Daley (en) Victoire 10-00    | Matić Défaite 00-10      | Éliminée               | Éliminée            | Éliminée              | Éliminée                     | Éliminée                            |
| Patrícia Sampaio   | Moins de 78 kg femmes  | León (en) Victoire 10-00     | Wagner Défaite 00-10     | Éliminée               | Éliminée            | Éliminée              | Éliminée                     | Éliminée                            |
| Rochele Nunes (en) | Plus de 78 kg femmes   | Mojica (en) Victoire 01-00   | Ortíz Défaite 00-01      | Éliminée               | Éliminée            | Éliminée              | Éliminée                     | Éliminée                            |

### Natation
| Athlète               | Épreuve            | Série         | Série       | Demi-finale | Demi-finale | Finale          | Finale  |
| Athlète               | Épreuve            | Temps         | Rang        | Temps       | Rang        | Temps           | Rang    |
| --------------------- | ------------------ | ------------- | ----------- | ----------- | ----------- | --------------- | ------- |
| Alexis Santos         | 200 m 4 nages      | 1 min 59 s 32 | 28e         | Éliminé     | Éliminé     | Éliminé         | Éliminé |
| Gabriel Lopes (en)    | 200 m 4 nages      | 1 min 58 s 56 | 21e         | Éliminé     | Éliminé     | Éliminé         | Éliminé |
| José Paulo Lopes (en) | 400 m 4 nages      | 4 min 16 s 52 | e           | Non disputé | Non disputé | Éliminé         | Éliminé |
| José Paulo Lopes (en) | 800 m nage libre   | 7 min 56 s 15 | 23e         | Non disputé | Non disputé | Éliminé         | Éliminé |
| Francisco Santos (en) | 100 m dos          | 54 s 35       | 28e         | Éliminé     | Éliminé     | Éliminé         | Éliminé |
| Francisco Santos (en) | 200 m dos          | 1 min 58 s 58 | 22e         | Éliminé     | Éliminé     | Éliminé         | Éliminé |
| Tiago Campos (pt)     | 10 km en eau libre | Non disputé   | Non disputé | Non disputé | Non disputé | 1 h 59 min 42 s | 23e     |

| Athlète           | Épreuve            | Série          | Série       | Demi-finale  | Demi-finale | Finale           | Finale   |
| Athlète           | Épreuve            | Temps          | Rang        | Temps        | Rang        | Temps            | Rang     |
| ----------------- | ------------------ | -------------- | ----------- | ------------ | ----------- | ---------------- | -------- |
| Tamila Holub (en) | 100 m nage libre   | 8 min 40 s 4   | 25e         | Non disputé  | Non disputé | Éliminée         | Éliminée |
| Tamila Holub (en) | 1 500 m nage libre | 16 min 25 s 16 | 22e         | Non disputé  | Non disputé | Éliminée         | Éliminée |
| Diana Durães (pt) | 1 500 m nage libre | 16 min 29 s 15 | 23e         | Non disputé  | Non disputé | Éliminée         | Éliminée |
| Ana Monteiro (en) | 200 m papillon     | 2 min 11 s 45  | 14e         | 2 min 9 s 82 | 11e         | Éliminée         | Éliminée |
| Angélica André    | 10 km en eau libre | Non disputé    | Non disputé | Non disputé  | Non disputé | 2 h 4 min 40 s 7 | 17e      |

### Skateboard
| Athlète              | Compétition | Rounds | Rounds | Finale | Finale |
| Athlète              | Compétition | Points | Rang   | Points | Rang   |
| -------------------- | ----------- | ------ | ------ | ------ | ------ |
| Gustavo Ribeiro (en) | Hommes      | 32,66  | 8e     | 15,05  | 8e     |

### Surf
| Athlète              | Compétition | Round 1                         | Round 1                         | Round 2                         | Round 2                         | Round 3                         | Quart de finale                 | Demi-finale                     | Finale / 3e place               | Finale / 3e place               |
| Athlète              | Compétition | Résultat                        | Rang                            | Résultat                        | Rang                            | Résultat                        | Résultat                        | Résultat                        | Résultat                        | Classement                      |
| -------------------- | ----------- | ------------------------------- | ------------------------------- | ------------------------------- | ------------------------------- | ------------------------------- | ------------------------------- | ------------------------------- | ------------------------------- | ------------------------------- |
| Frederico Morais     | Hommes      | Forfait (positif à la Covid-19) | Forfait (positif à la Covid-19) | Forfait (positif à la Covid-19) | Forfait (positif à la Covid-19) | Forfait (positif à la Covid-19) | Forfait (positif à la Covid-19) | Forfait (positif à la Covid-19) | Forfait (positif à la Covid-19) | Forfait (positif à la Covid-19) |
| Teresa Bonvalot (pt) | Femmes      | 9,80                            | 2e                              | Exemptée                        | Exemptée                        | Lima Défaite 7,50 à 12,17       | Éliminée                        | Éliminée                        | Éliminée                        | Éliminée                        |
| Yolanda Hopkins (pt) | Femmes      | 9,24                            | 4e                              | 12,23                           | 1re                             | Defay Victoire 10,84 à 9,40     | Buitendag Défaite 5,46 à 9,50   | Éliminée                        | Éliminée                        | Éliminée                        |

### Taekwondo
| Athlète           | Compétition           | Huitièmes de finale  | Quarts de finale    | Demi-finale         | Repêchage           | Finale / MB         | Rang     |
| Athlète           | Compétition           | Adversaire Résultat  | Adversaire Résultat | Adversaire Résultat | Adversaire Résultat | Adversaire Résultat | Rang     |
| ----------------- | --------------------- | -------------------- | ------------------- | ------------------- | ------------------- | ------------------- | -------- |
| Rui Bragança (pt) | Moins de 58 kg hommes | Vicente Défaite 9-24 | Éliminée            | Éliminée            | Éliminée            | Éliminée            | Éliminée |

### Tennis
| Athlète                | Épreuve          | 1/32e de finale       | 1/16e de finale                | 1/8e de finale      | Quarts de finale    | Demi-finale         | Finale / MB         | Rang    |
| Athlète                | Épreuve          | Adversaire Résultat   | Adversaire Résultat            | Adversaire Résultat | Adversaire Résultat | Adversaire Résultat | Adversaire Résultat | Rang    |
| ---------------------- | ---------------- | --------------------- | ------------------------------ | ------------------- | ------------------- | ------------------- | ------------------- | ------- |
| João Sousa             | Simple messieurs | Macháč 7-65, 4-6, 4-6 | Éliminé                        | Éliminé             | Éliminé             | Éliminé             | Éliminé             | Éliminé |
| Pedro Sousa            | Simple messieurs | Fokina 3-6, 0-6       | Éliminé                        | Éliminé             | Éliminé             | Éliminé             | Éliminé             | Éliminé |
| João Sousa Pedro Sousa | Double messieurs | Non disputé           | McLachlan / Nishikori 1-6, 4-6 | Éliminé             | Éliminé             | Éliminé             | Éliminé             | Éliminé |

### Tennis de table
| Athlète(s)                                  | Compétition        | Tour préliminaire | 1er tour                  | 2e tour                     | 3e tour               | 4e tour               | Quarts de finale | Demi-finale      | Finale / MB      | Rang     |
| Athlète(s)                                  | Compétition        | Adversaire Score  | Adversaire Score          | Adversaire Score            | Adversaire Score      | Adversaire Score      | Adversaire Score | Adversaire Score | Adversaire Score | Rang     |
| ------------------------------------------- | ------------------ | ----------------- | ------------------------- | --------------------------- | --------------------- | --------------------- | ---------------- | ---------------- | ---------------- | -------- |
| Tiago Apolónia                              | Simple messieurs   | Exempté           | Omotayo (en) Victoire 4-0 | Kamal Défaite 2-4           | Éliminé               | Éliminé               | Éliminé          | Éliminé          | Éliminé          | Éliminé  |
| Marcos Freitas                              | Simple messieurs   | Exempté           | Exempté                   | Exempté                     | Habesohn Victoire 4-3 | Fan Défaite 1-4       | Éliminé          | Éliminé          | Éliminé          | Éliminé  |
| Tiago Apolónia Marcos Freitas João Monteiro | Par équipes hommes | Non disputé       | Non disputé               | Non disputé                 | Non disputé           | Allemagne Défaite 0-3 | Éliminés         | Éliminés         | Éliminés         | Éliminés |
| Fu Yu                                       | Simple dames       | Exempté           | Exempté                   | Mukherjee (en) Victoire 4-0 | Ito Défaite 1-4       | Éliminée              | Éliminée         | Éliminée         | Éliminée         | Éliminée |
| Shao Jieni                                  | Simple dames       | Exempté           | Källberg Victoire 4-3     | Yu Défaite 0-4              | Éliminée              | Éliminée              | Éliminée         | Éliminée         | Éliminée         | Éliminée |

### Tir
| Athlète           | Compétition | Qualification | Qualification | Finale  | Finale  |
| Athlète           | Compétition | Points        | Rang          | Points  | Rang    |
| ----------------- | ----------- | ------------- | ------------- | ------- | ------- |
| João Azevedo (en) | Trap,       | 120           | 20e           | Éliminé | Éliminé |

### Triathlon
| Athlète             | Compétition | Natation (1,5 km) | Transition 1 | Vélo (40 km)  | Transition 2 | Course (10 km) | Temps           | Résultat |
| ------------------- | ----------- | ----------------- | ------------ | ------------- | ------------ | -------------- | --------------- | -------- |
| João José Pereira   | Hommes      | 17 min 56 s       | 38 s         | 56 min 31 s   | 31 s         | 32 min 27 s    | 1 h 48 min 3 s  | 27e      |
| João Silva          | Hommes      | 17 min 55 s       | 41 s         | 56 min 30 s   | 31 s         | 31 min 53 s    | 1 h 47 min 30 s | 23e      |
| Melanie Santos (en) | Femmes      | 19 min 32 s       | 41 s         | 1 h 5 min 7 s | 33 s         | 36 min 13 s    | 2 h 2 min 6 s   | 22e      |

### Voile
| Athlète                           | Compétition         | Régate | Régate | Régate | Régate | Régate | Régate | Régate | Régate | Régate | Régate | Régate      | Régate      | Régate | Total net | Rang final |
| Athlète                           | Compétition         | 1      | 2      | 3      | 4      | 5      | 6      | 7      | 8      | 9      | 10     | 11          | 12          | CM     | Total net | Rang final |
| --------------------------------- | ------------------- | ------ | ------ | ------ | ------ | ------ | ------ | ------ | ------ | ------ | ------ | ----------- | ----------- | ------ | --------- | ---------- |
| Diogo Costa (en) Pedro Costa (en) | 470 hommes          | 13     | 10     | 15     | 14     | 1      | 13     | 10     | 16     | 12     | (17)   | Non disputé | Non disputé | EL     | 104       | 15e        |
| José Costa (en) Jorge Lima (en)   | 49er hommes         | 11     | 6      | 9      | 6      | 5      | (20)   | 5      | 10     | 1      | 11     | 4           | 4           | OCS    | 94        | 7e         |
| Carolina João (en)                | Laser Radial femmes | 32     | 34     | 28     | 30     | (36)   | 13     | 26     | 31     | 21     | 14     | Non disputé | Non disputé | EL     | 229       | 34e        |